# Syrianska FC
Der Syrianska Fotbollsclub ist ein schwedischer Fußballverein in Södertälje. Am Ende der Zweitligaspielzeit 2010 stieg die Mannschaft erstmals in der Vereinsgeschichte in die Allsvenskan auf.

## Geschichte
Syrianska FC wurde 1977 unter dem Namen Suryoyo von aramäischen Immigranten gegründet. Die Mannschaft nahm den Spielbetrieb in der siebtklassigen Division 7 Östra auf. Sechs Jahre später gelang der Aufstieg in die Sechstklassigkeit, zwei Jahre später der Aufstieg in die fünftklassige Division 5.
1986 änderte der Klub seinen Namen und nahm die heutige Bezeichnung an. Nach einer Ligareform wurde die Division 5 zurückgestuft und der Klub fand sich damit erneut im sechsten Spielniveau wieder. Bereits ein Jahr später gelang die Rückkehr in die fünfthöchste Spielklasse, aus der der Klub 1990 in die viertklassige Division 3 aufstieg. Mit 15 Siegen aus 22 Spielen gelang in der folgenden Spielzeit der direkte Durchmarsch in die Drittklassigkeit. In der Division 2 Östra Svealand spielte die Mannschaft hauptsächlich gegen den Abstieg, der 1995 nicht mehr vermieden werden konnte.
Nach dem Abstieg setzte sich Syrianska das Ziel, bis 2001 in der zweiten Liga anzutreten. 1999 gelang die Rückkehr in die dritte Liga, wo die Mannschaft direkt um den Aufstieg mitspielte, jedoch am Saisonende 14 Punkte Rückstand auf den Staffelsieger BK Forward hatte. 2001 kam es erneut zum Duell mit dem Klub aus Örebro, das Syrianska dieses Mal mit zwei Punkten Vorsprung für sich entscheiden konnte. In der Aufstiegsrunde scheiterte die Mannschaft mit zwei Niederlagen an Åtvidabergs FF und musste die Zielsetzung abändern.
Erst 2005 konnte Syrianska wieder im Titelkampf um die Staffelmeisterschaft eingreifen. In einem engen Wettstreit setzte sich der Klub mit drei Punkten Vorsprung auf den fünftplatzierten IK Sleipner nur dank der mehr geschossenen Tore gegenüber dem punkt- und torverhältnisgleichen Vasalund/Essinge IF durch und qualifizierte sich für die Aufstiegsrunde. Nach einer 0:2-Heimspielniederlage war ein 2:1-Auswärtssieg gegen Qviding FIF zu wenig und bedeutete das erneute Scheitern in der Relegationsrunde. Jedoch gelang mit dem Staffelsieg die Qualifikation zur neu eingeführten drittklassigen Division 1. In der Spielzeit 2008 dominierte die Mannschaft mit nur einer Saisonniederlage die Liga und schaffte den Aufstieg in die Superettan. Dort auf Anhieb im vorderen Bereich platziert, setzte sie sich in der Spielzeit 2010 vor IFK Norrköping als Zweitligameister durch und stieg als 61. Mannschaft in der Geschichte der Allsvenskan in die erste Liga auf.
Die Saison 2011 schloss Syrianska mit dem 14. Platz ab, der zur Relegation berechtigt. Gegen Ängelholms FF, den Dritten der zweiten Liga, gelang nach einer 1:2-Hinspielniederlage durch einen 3:1-Heimerfolg in einem spannenden Spiel der Klassenerhalt, bis zur 92. Minute hatte es noch 2:1 gestanden.
Am Ende der folgenden Saison 2012 belegte der Klub Rang 13, was den Klassenerhalt bedeutete. Dieser wurde am letzten Spieltag durch einen 3:0-Sieg gegen Kalmar FF gesichert. Die Spielzeit 2013 beendete Syrianska als abgeschlagener Tabellenletzter und stieg aus der Allsvenskan ab. In den folgenden Jahren belegte der Klub Plätze im Mittelfeld der Tabelle. Konnte die Klasse 2016 noch durch zwei Siege in der Relegation gehalten werden, folgte im Jahr darauf der Abstieg in die Division 1. Zwar gelang der unmittelbare Wiederaufstieg, doch nach nur einer Saison folgte der erneute Abstieg. Aufgrund nicht gezahlter Arbeitgeberanteile stufte der schwedische Verband den Klub im Februar 2020 in die viertklassige Division 2 zurück.

## Spieler
Einige Spieler aus der Jugend des Klubs schafften den Sprung in die Allsvenskan oder andere europäische Profiligen, andere wurden verpflichtet.
- Suleyman Sleyman (1995–1997, 2000, 2009–2014)
- Louay Chanko (1999–2000, 2012–2017)
- Imad Zatara (2008–2012)
- Abgar Barsom (2010–2011)
- Sharbel Touma (2011–2014)
- Johan Arneng (2011–2012)
- Omar Jawo (2011–2012)
- Christian Demirtas (2012–2013)
- George Mourad (2012–2013)
- Mathias Ranégie (2018–2020)